# Neuseeländische Badmintonmeisterschaft 1968
Die Neuseeländische Badmintonmeisterschaft 1968 fand in Dunedin statt. Es war die 35. Austragung der Badmintonmeisterschaften von Neuseeland.

## Titelträger
| Disziplin    | Sieger                          |
| ------------ | ------------------------------- |
| Herreneinzel | Richard Purser                  |
| Dameneinzel  | Minarni                         |
| Herrendoppel | John Compton Michael H. Stossel |
| Damendoppel  | Retno Koestijah Minarni         |
| Mixed        | Richard Purser Val Gow          |